# Le Pont-de-Montvert
Le Pont-de-Montvert là một xã trong vùng Occitanie, thuộc tỉnh Lozère, quận Florac, tổng Le Pont-de-Montvert. Tọa độ địa lý của xã là 44° 21' vĩ độ bắc, 03° 44' kinh độ đông. Le Pont-de-Montvert nằm trên độ cao trung bình là 542 mét trên mực nước biển, có điểm thấp nhất là 655 mét và điểm cao nhất là 1.699 mét. Xã có diện tích 90,25 km², dân số vào thời điểm 2003 là 272 người; mật độ dân số là 3 người/km².

## Thông tin nhân khẩu
| 1936 | 1946 | 1954 | 1962 | 1968 | 1975 | 1982 | 1990 | 1999 |
| ---- | ---- | ---- | ---- | ---- | ---- | ---- | ---- | ---- |
| 728  | 607  | 509  | 467  | 384  | 312  | 305  | 281  | 272  |